# Марти — железный мальчик
Марти — железный мальчик (아이언 키드, «Eon Kid», в США транслировался под названием «Iron Kid») — испано-корейский CGI-мультсериал производства Daewon Media (Корея), BRB Internacional (Испания) и Design Storm (Корея).
Сериал рассказывает о приключениях мальчика по имени Марти в далёком будущем, где после окончания древней войны люди живут бок о бок с разумными роботами.

## Пролог
В начале Эры роботов жестокая война разорила планету. Люди под натиском войск тирана-киборга, известного как Генерал, потеряли надежду на спасение. И когда казалось, что всё уже потеряно, воин-человек Эон, вооружённый Могущественным Кулаком, восстал, надеясь на победу. И уничтожил Генерала ценой собственной жизни.
Прошло сто лет и воспоминания об этой войне почти стёрлись, однако сохранилась легенда, что Кулак Эона всё ещё существует.

## Сюжет
Марти — предприимчивый подросток, который зарабатывает тем, что собирает в пустыне детали роботов, оставшиеся после войны. Он находит легендарный Кулак Эона, надевает его и оказывается вовлечённым в извечное древнее противостояние сил Добра и Зла. Выжившие в войне сторонники Генерала планируют вернуть его к жизни, и Кулак Эона представляет серьёзную угрозу для их планов. В то же время Марти выручает из беды загадочную девочку Алли, которая оказывается сбежавшей падчерицей Дюка Фона Раймера, президента корпорации «Максар». Алли является частью секретного плана Раймера, и поэтому с одной стороны Марти и Алли разыскивают шпионы Раймера, а с другой они становятся объектом охоты для агентов Генерала, намеренных уничтожить Кулак Эона. Ситуация дополнительно осложняется ещё и тем, что за возвращение Алли, Раймер назначает большую награду, и в игру включаются различные охотники за головами.
Отец Марти, Чарли, советует немедленно отправляться в город Кристалл, чтобы найти там его друга, который сможет помочь. Марти, Алли и робот-пёс Марти по имени Баттонс отправляются в путешествие через Великую Пустыню. Их ожидает путь длиной более 10 000 километров, в ходе путешествия Марти изучает скрытые возможности Кулака Эона и учится ими управлять. Возникающие перед ним препятствия помогают Марти раскрыть его собственные способности и постепенно воспитывают в нём настоящего бойца за добро и справедливость.
По пути их подвозит дальнобойщик Джордж, что, однако, не мешает ребятам попасть в плен к госпоже Оранж, хозяйке Оранжевой Долины и организатору чемпионата по борьбе. Она заставляет Марти участвовать в состязаниях, чтобы проверить его потенциал и узнать, достоин ли он обладать Кулаком Эона. Марти побеждает двух соперников, но в итоге его терпение иссякает и он решает сбежать. Освободив Алли, Марти и Баттонс просят у Дженни — внучки госпожи Оранж сказать им, где выход. Они выбираются, но госпожа Оранж выслеживает беглецов. Неожиданно Дженни вступается за них и после того, как Марти спас её от падающего робота, госпожа Оранж решает их отпустить. Вдруг появляются машины Железной Башни, пришедшие за Алли, и Оранж даёт им бой. После победы над агрессорами, она предоставляет детям транспорт, дабы они могли добраться до Кристалла быстро и безопасно. Джек Асеро (Стальной Джек) — один из наёмников Раймера, во время путешествия захватывает Алли и доставляет её в Железную Башню. Гафф, хранитель семьи Эона не даёт Асеро прикончить мальчика и открывает ему главную тайну его рода.
Марти узнаёт, что Чарли не был ему родным отцом, а сам он принадлежит к семье потомков Эона и является единственным выжившим его наследником. Так что, Кулак попал к нему совсем не случайно, скорее всего, это не Марти нашёл Кулак, а сам Кулак нашёл Марти. И именно Марти должен стать тем, кто сразится с Генералом, возвращения которого уже не избежать. Немного поколебавшись и подумав над словами Гаффа, Марти решает пойти с ним. Гафф приводит своего юного господина в древнюю обитель его предков и Марти проходит курс обучения под руководством великого учителя Янга. В это время, на дом Эона нападают Чёрная Красавица и Скар — самые лучшие бойцы Генерала, посланные доктором Ченом разделаться с Марти. Гафф защищает дом семьи Эона, пытаясь не допустить проникновения врага и выиграть для Марти время, чтобы он успел завершить обучение. К битве присоединяется и капитан Магнум, полевой командир и агент ЦДФ, посланный остановить Чёрную Красавицу и Скара. Пока снаружи дома Эона и его окрестностях бушует битва, Марти завершает свою подготовку и используя полученные навыки, разбивает оставшиеся силы врага, после чего отправляется спасать Алли.
В это время Фон Раймер убеждается в том что доктору Чену нельзя верить, однако это происходит слишком поздно. Загипнотизировав Алли, Раймер заставил её активировать огромного и почти неуязвимого робота древнего образца Гигантора и управлять им, так как только она знает компьютерный код от него. Доктор Чен отстраняет Раймера от проекта и берёт Гигантора под свой контроль. Робот выбирается из базы и его безуспешно пытаются разбомбить асы и вертолёты из ЦДФ. Марти пробирается в Железную Башню, чтобы спасти Алли и встречает там Виолетту — спец-агента ЦДФ, которая собирает разведданные про Гигантора. Объединив силы, Марти и Виолетта спасают Алли (которая пришла в себя от гипноза, вспомнив свои приключения с Марти), попутно убивая Джека Асеро. Башню штурмуют силы ЦДФ и героям приходится бежать. «Синие каски» и бронемашины побеждают в битве с «максами» и арестовывают Раймера, который успевает запустить программу самоуничтожения башни. Выбираясь из башни, Марти, Виолетта и Алли натыкаются на Кана — первого помощника Генерала. С помощью Магнума и Гаффа, они дают ему бой, а затем покидают поле битвы, поняв, что Кан слишком силён для них. Доктор Чен и Кан отключают программу самоуничтожения башни и берут её под свой контроль. Технологии корпорации «Максар» переходят к сторонникам Генерала.
Герои отправляются в штаб-квартиру ЦДФ, расположенную в Большой Скале. Там Алли рассказывает командиру Гибсону всё, что она знает про систему безопасности Железной Башни и Гигантора. В это же время, доктор Чен посылает Скара с улучшенными боевыми сенсорами убить наследника Эона. Под покровом ночи во время грозы он пробирается в штаб ЦДФ и нападает на Марти, но тот с помощью Кулака Эона убивает его, нанеся удар прямо в центр грудной панели. После блестящей победы над Скаром, Марти теряет контроль над Кулаком и начинает нападать на всех своих друзей и агентов ЦДФ, под раздачу попадает даже Гафф. Опекун Марти останавливает его, но мальчик впадает в депрессию. Гафф подбадривает своего господина, напомнив ему, что как наследник Эона, Марти является последней надеждой в грядущей битве с Генералом и советует ему вернуться в Дом Эона к учителю Янгу, чтобы научиться контролировать Кулак. Когда Марти вместе с Баттонсом уходит из штаба ЦДФ, директор Гибсон приказывает вызвать некоего «Белого Призрака» им в помощь.
Марти и Баттонс направляются к учителю и на них нападают ниндзя. Внезапно, все ниндзя оказываются повержены, а их таинственный спаситель так и не показывается на глаза. Правда опасность миновала их только на минуту. Марти видит среди деревьев силуэт некоего робота с кинжалами, в котором Баттонс узнаёт робота типа «человек-луч». Тот гонится за ними и настигает в Доме семьи Эона. Учитель Янг советует Марти направиться в Храм Железной Души в Таинственном леднике и там научиться абсолютному контролю над Кулаком — это будет завершающим этапом обучения (все члены семьи Эона проходили там обучение сто лет назад, когда ещё Генерал был у власти). Марти и Баттонс покидают Дом Эона, перед тем как Невидимый барон (человек-луч) сжигает обитель предков Марти при помощи электрической бури. К счастью, Янг успевает ускользнуть. Марти и его верный пёс достигают Таинственного ледника и попадают в засаду белых монахов Храма. Но им на выручку приходит Шедоу — спец-агент ЦДФ, бывший когда-то криминальным авторитетом (именно он одолел ниндзя и отвлёк человека-луча во время погони в бамбуковом лесу). Он также защищает Марти и Баттонса от Четырёх невидимых баронов, символизирующих четыре погодных явления (ветер, дождь, облако, молния) и проводит в Храм Железной Души. Там Марти встречает голограмму Эона, и тот передаёт ему всю свою Силу.
Тем временем ЦДФ с помощью президента Раймера, который начал сотрудничать с Федерацией, узнают местоположение мастерской по восстановлению Генерала. Гибсон направляет туда взвод солдат, и они встречают яростное сопротивление бронированных кентавров — самых мощных воинов Генерала. Попутно возрождается и сам Генерал. Он отдаёт приказ своему воину, и тот пробуждается. Этот воин находится около Храма Железной Души. Марти и Шедоу приходится отражать сразу три нападения: монахов, баронов и «Бога Ледника». Марти, обладающий новой силой побеждает Айгера (Бога Ледника) и спешит на помощь Шедоу и прилетевшему капитану Магнуму в битве с баронами. Магнум, Шедоу и Марти легко побеждают одного из них и возвращаются в штаб ЦДФ. Баттонс на санях, которые ему дали монахи, тоже спешит туда. Тем временем артиллерия и «Синие каски» отправляются к Железной Башне, чтобы сдержать Гигантора, а остальные воины ЦДФ атакуют бойцов Генерала.
Гигантор выбирается из логова и начинает геноцид граждан Федерации. Кан, правая рука Генерала, протестует против этого и открыто не соглашается с Генералом и доктором Ченом. Алли мучительно думает, как можно обезвредить Гигантора. И вдруг она вспоминает, как некоторое время назад слышала разговор президента с одним из конструкторов, который объяснял схему действия установки по контролю за Гигантором. Обезвредить установку — это и значит избавиться от Гигантора! Она одна может разобраться с кодом установки. Но один из учёных корпорации «Максар» сообщает ей, что Раймер ещё давно обратил внимание на эту установку и сделал так, чтобы при проникновении она автоматически взрывалась. Кан говорит Генералу, что при участии Гигантора в войне могут пострадать невинные люди, а это идёт вразрез с «Кодексом настоящего воина», но Генерал заявляет, что победу не завоевать честными способами и нужно играть не по правилам. Марти и Гафф получают задание проникнуть в Железную Башню и ликвидировать Генерала. Кан вместе со своим личным драконом атакует Гигантора и помогает силам ЦДФ, но его усилия не приносят должного результата, и у него не остаётся выбора, кроме как казнить доктора Чена. На Кана нападают остальные летающие твари, но Генерал приказывает им пропустить своего помощника. При попытке убить доктора мятежный Кан погибает от руки своего же господина. Генерал выбрасывает его из Железной Башни.
Гигантор при поддержке чёрных драконов разбивает половину войска Федерации. Это грозит тем, что Генерал может захватить власть повсеместно. Взбудоражены все, даже хозяйка Оранжевой Долины, приказавшая своим воинам помочь Федерации в борьбе с Генералом. Гигантор, управляемый Генералом с помощью Чена, громит всех — от армии нападающих на него роботов Федерации до самолётов новейшего поколения. А Марти, чтобы добраться до вновь укрывшегося в башне Генерала, нужно разгромить целую армию могучих роботов-кентавров, в чём ему помогают Гафф и Шедоу. Баттонс пересекает пустыню на санях вместе с примкнувшими к нему ворами и изнемогает там от жары. Но их подбирает Дженни — внучка госпожи Оранж на гигосе, и они едут на поле боя с Гигантором. Вся армия Оранжевой Долины атакует Гигантора и уничтожает драконов. ЦДФ посылает против Гигантора «Белого орла» — современный самолёт со сверхмощным вооружением. Войска Оранж и ЦДФ отступают из-за прибытия Магнума и «Белого орла». Магнум наносит Гигантору большой урон, а «Белые орлы» начинают атаку. Но даже их усилия не приносят плодов, Гигантор быстро восстанавливается и разбивает все войска Оранж и ЦДФ в пух и прах.
А Марти тем временем проникает в Железную Башню, чтобы найти Генерала и уничтожить его. Его прикрывают Гафф и Шедоу — они с трудом сдерживают целую армию роботов-кентавров Генерала. Там он встречает трёх оставшихся Невидимых баронов. Те нападают на него, но он одолевает всех трёх: одного за другим. А непобедимого Гигантора необходимо обезвредить, пока он не уничтожил всю армию Федерации. Однако не все ладится с тем, чтобы доставить Алли к ракетному блоку Гигантора. Даже проникнув с помощью агента Виолетты, капитана Магнума и Баттонса внутрь гиганта-робота и преодолев запутанные пути внутри стального монстра, Алли не находит важнейшую деталь для обезвреживания Гигантора — она не видит центра транс-кодификации. Госпожа Оранж вместе с прибывшими чемпионами по борьбе, добровольцами из Оранжевой Долины и взводом «Синих касок» сражаются с пехотной группировкой Генерала, состоящей из ниндзя и зелёных роботов-циклопов.
Марти находит Генерала и задаёт ему вопрос по поводу его цели, не получая, впрочем, однозначного ответа. Шедоу, поддавшись гипнотизирующим указаниям Генерала вновь стать преступником, переходит на его сторону. Жизнь Гаффа, Марти, да и самого Шедоу висит на волоске от смерти, но на помощь друзьям приходит капитан Магнум. Он защищает Марти от загипнотизированного Шедоу и помогает Гаффу и Марти в битве с Генералом. Шедоу валит Магнума на пол, повредив ему панцирь и готовится нанести смертельный удар, но в нём начинается противостояние между преступным и добрым началами. Доброе начало окончательно одерживает верх, и Шедоу ловит Генерала в клетку из гарпунов. Гафф и Магнум атакуют Генерала одновременно, но он раскидывает их по всей комнате. И в этот решающий миг к Марти приходит необходимая ярость, чтобы его Сила возросла многократно. Марти нападает на него и выпустив всю мощь Разрушительного Кулака с Блуждающей Звезды в один смертельный удар, направленный прямо в сердце, одерживает безоговорочную победу в битве. Генерал мёртв. Алли тоже отыскала, наконец, перепрятанный пульт для перепрограммирования Гигантора. Монстр выведен из строя и война заканчивается безоговорочной победой сил добра.
Недалёкое будущее… Алли устраивается работать компьютерщиком в ЦДФ. Марти и Баттонс продолжают помогать Чарли в сборе запчастей и оттачивать искусство боя.

## Роли озвучивали и дублировали
| Актёр                 | Роль                          | Русский дубляж                          |
| --------------------- | ----------------------------- | --------------------------------------- |
| Сон Чжон А            | Марти / Железный Мальчик      | Ольга Шорохова                          |
| Bak Seon-yeong        | Алли                          | Ольга Шорохова                          |
| Lee In Seong          | Баттонс                       | Александр Гаврилин                      |
| Seong Wan Kyeong      | Гафф                          | Рудольф Панков                          |
| Скотт МакНил (англ.)  | Чарли                         | Пётр Иващенко                           |
| ?                     | Генерал                       | Рудольф Панков                          |
| ?                     | Великий учитель Янг           | Пётр Иващенко                           |
| ?                     | Шедоу (Белый Призрак)         | Пётр Иващенко                           |
| ?                     | Капитан Магнум                | Пётр Иващенко                           |
| Chae Eui-jin          | Виолетта                      | Ольга Шорохова                          |
| ?                     | Кан                           | Пётр Иващенко, Рудольф Панков (1 серия) |
| ?                     | Доктор Ваян Ванг / Доктор Чен | Александр Гаврилин                      |
| Николь Оливер (англ.) | Чёрная Красавица              | Ольга Шорохова                          |
| ?                     | Скар                          | Пётр Иващенко                           |
| Гарри Чалк (англ.)    | Президент Дюк Фон Раймер      | Рудольф Панков                          |
| Lim Chae Heon         | Командующий Гибсон            | Рудольф Панков                          |
| ?                     | Келли                         | Ольга Шорохова                          |
| ?                     | Госпожа Оранж                 | Ольга Шорохова                          |
| ?                     | Дженни                        | Ольга Шорохова                          |
| ?                     | Джек Асеро (Стальной Джек)    | Александр Гаврилин                      |
| ?                     | Айгер                         | Рудольф Панков                          |
| ?                     | Джордж                        | Пётр Иващенко                           |
| Ким Il                | Оч                            | Пётр Иващенко                           |
| Yang Seok Jeong       | Вади                          | Александр Гаврилин                      |
| Yoon Se Woong         | Тито                          | Рудольф Панков                          |
| ?                     | Ветер                         | Ольга Шорохова                          |
| ?                     | Облако                        | Рудольф Панков                          |
| ?                     | Дождь                         | Рудольф Панков                          |
| ?                     | Молния                        | Александр Гаврилин                      |
| ?                     | Сампак                        | Пётр Иващенко                           |
| ?                     | Король мотоциклиство Тум      | Пётр Иващенко                           |
| ?                     | Шеф мотоциклистов             | Рудольф Панков                          |
| ?                     | Главарь мотоциклистов         | Александр Гаврилин                      |
| ?                     | Тони                          | Рудольф Панков                          |
| ?                     | Спец агент Кама               | Пётр Иващенко                           |
| ?                     | Тремо                         | Рудольф Панков                          |
| ?                     | Туз                           | Пётр Иващенко                           |
| ?                     | Смелл                         | Александр Гаврилин                      |
| ?                     | Фриз                          | Пётр Иващенко                           |
| ?                     | Джим                          | Рудольф Панков                          |
| Ли Токар (англ.)      | Эон                           | Александр Гаврилин                      |
| ?                     | Отец Марти                    | Александр Гаврилин                      |
| ?                     | Майк                          | Александр Гаврилин                      |
| Гэри Чок (англ.)      | Рассказчик                    | Пётр Иващенко                           |

## Основные персонажи
- Марти — главный протагонист сериала, последний представитель дома Эона и хранитель Разрушительного Кулака с Блуждающей Звезды (известного сейчас как Кулак Эона). Очень жизнерадостный и оптимистичный 13-летний юноша. После того как Алли сбежала из штаба корпорации «Максар», Марти очень сильно с ней подружился, а после начал проявлять к ней чувства. Надев Кулак Эона, он определил свою судьбу спасителя мира. За время приключений смог проявить свой природный талант к борьбе и стать сильнее.
- Алли — загадочная девочка, падчерица президента Раймера. Она провела всю жизнь в Железной Башне, штаб-квартире корпорации «Максар». Родилась с гениальными математическими способностями. Умеет читать компьютерный код, который использовался при создании Генерала и других роботизированных существ того времени. Алли сбежала из Железной Башни, узнав про истинные мотивы Раймера, и вскоре после встречи с Марти, который спас её от преследователей, становится ему близким другом. Во время мультсериала у неё появляются чувства к Марти. В последней серии есть намёк на их официальные отношения. Спустя шесть месяцев после окончательной гибели Генерала, Алли устроилась работать агентом ЦДФ в качестве компьютерщика.
- Баттонс — робот-пёс Марти, также близкий друг. Баттонс постоянно жалуется на жизнь и вообще не умолкает, что делает его главным объектом шуток и виновником комичных ситуаций. После обучения в доме Эона, научился приёму «Шаги в полёте» и технике рукопашного боя.
- Гафф — древний робот, девятый страж семьи, состоящий на службе клана Эона более 130-ти лет. Отыскав Марти, становится для него покровителем и наставником. Мудр и терпелив, на первое место ставит благополучие Марти, как последнего представителя рода Эона. По внешнему виду напоминает воинов-самураев, вооружён Мечом Дракона.
- Эон — легендарный герой, который закончил Вторую войну роботов, уничтожив Генерала, но, к сожалению, погиб в процессе. Его оружие, позже названное Кулаком Эона, передавалось через его семью в течение 100 лет. Он говорил со своим потомком, Марти, только один раз, хотя на самом деле это был его голографический образ, который на самом деле говорил с ним в Храме Железной Души, где он когда-то тренировался, чтобы научиться владеть Кулаком.
- Чарли — приёмный отец Марти, служил когда-то клану Эона и был учеником и близким другом настоящего отца Марти. Во время нападения армии Генерала по его приказу вынес Марти (тогда ещё младенца) в безопасное место и пообещал, что будет заботиться о нём, как о своём собственном сыне. После того, как Марти и его друзья отправились в город Кристалл, Чарли был схвачен Чёрной Красавицей. В конце сериала обретает свободу.
- Генерал — главный антагонист сериала. Изначально был создан людьми для борьбы с Гиганторами во время Первой Войны Роботов путем объединения величайших технологий мира в сверхъестественный человеческий мозг. Эксперимент удался и первая война закончилась быстро, но Генерал вышел из-под контроля и дождавшись подходящего момента он решил начал кампанию по завоеванию мира, развязав Вторую Войну Роботов, закончившуюся его поражением за 100 лет до начала сериала, когда Эон использовал свой Разрушительный Кулак с Блуждающей Звезды, чтобы уничтожить его в самоубийственной атаке. К сожалению, мозг Генерала уцелел и был спасен его сторонниками. После его поражения его сторонники тайно работали, чтобы собрать его многочисленные части (включая и сердце) и восстановить его, чтобы они снова могли захватить мир. Благодаря доктору Чену, Генерал воскрес и возобновил свою войну против Федерации. Однако после своего поражения Генерал потерял чувство чести и прибег к более суровым методам, таким как использование того самого Гигантора, для уничтожения которого он и был построен. У него красное покрытие, такое мощное, что даже свет не может проникнуть в него. Также используя своё красное силовое поле, Генерал способен вызывать головную боль у войск ЦДФ, от которой они гибнут. Окончательно пал от рук Марти, выпустившего всю силу Кулака Эона в один смертельный удар, направленный прямо в сердце.
- Виолетта — робот с внешностью женщины, специальный агент ЦДФ номер 4837. В начале сериала внедрена в ряды персонала Железной Башни и работает там под прикрытием, собирая разведданные. Может генерировать силовые импульсы, которые может использовать для атак и создания защитных барьеров. Во время побега из Железной башни получает серьёзные повреждения и оказывается спасена лишь благодаря Алли, с которой позже завязывает хорошую дружбу.
- Капитан Магнум — полевой командир ЦДФ[3], робот новейшего поколения. Вооружён двумя пушками, вмонтированными в руки, и ракетными установками в корпусе. Имеет сверхпрочный панцирь и турбо-ускорители на ногах, с помощью которых может летать. Имеет строгий характер, но всегда готов прийти на помощь нуждающимся.
- Великий учитель Янг — старик, который обучал всю семью Эона, в том числе и Марти. Слегка сварлив, что можно списать на возраст. Несмотря на старость, может противостоять даже нескольким противникам.
- Кан — первый помощник Генерала. Во время Войны роботов был несокрушимым воином, способным в одиночку уничтожить целый батальон Федерации. После гибели Генерала Кан возглавил его войско и продолжал оставаться командующим всё это время, до возвращения самого Генерала. Имеет ракетные установки на плечах и силовые генераторы в корпусе, а также может повелевать ветрами. Иногда он вооружается личным конвоем тяжелых пехотных ракетных установок на обеих руках для борьбы с колоссальными угрозами, такими как Гигантор. Самое главное для него — честь воина. Из-за ненависти к Чену и ведению войны им при помощи Гигантора, Кан поднял бунт и попытался убить его, но по иронии судьбы, погиб от руки своего же господина.
- Доктор Чен — гениальный учёный. Когда-то работал в ЦДФ, но покинул организацию, похитив при этом сердце Генерала. Годы спустя доктор Чен лично возглавил операцию по восстановлению Генерала. Передвигается исключительно на летающей платформе. После того, как Алли вывела Гигантора из строя, Чен скрылся в неизвестном направлении. Дальнейшая судьба неизвестна.
- Чёрная Красавица — робот с внешностью женщины, куноичи (женщина-ниндзя). Служит Генералу со времён Войны роботов, возглавляет армию чёрных роботов-ниндзя. Вооружена множеством метательных ножей, кинжалов и чёрным мечом, владеет искусством создавать иллюзии. Её цель — найти Марти и завладеть Кулаком Эона. Была убита Гаффом на территории древнего дома семьи Эона.
- Скар — один из доверенных воинов Генерала со времён Войны роботов. Возглавляет армию зелёных роботов-циклопов. Давний соперник Чёрной Красавицы как по службе, так и из личных побуждений. Прошлое Скара окутано тайной, и никто не знает, откуда он. Своё имя он получил из-за шрама на левом глазу. Вооружён двумя топорами и боевыми когтями с органическим ядом, которые он использует в ближнем бою против других роботов. Виновен в убийстве настоящего отца Марти, совершённом им десять лет назад до основных событий. После поражения в битве в доме Эона был усовершенствован доктором Ченом. Был убит Марти в больничном секторе штаб-квартиры ЦДФ, когда мальчик был под влиянием Кулака Эона.
- Президент Дюк Фон Раймер — президент корпорации «Максар», приёмный отец Алли. Под давлением со стороны доктора Чена вынужден организовать поиск недостающих деталей Генерала, 100 лет назад рассеянных по пустыне после атаки Эона. В то же время вынашивает планы по завоеванию господства с использованием Гигантора — огромного боевого робота из числа тех, что принимали участие в Первой Войне Роботов, и для борьбы с которыми люди создали Генерала. Несмотря на свои плохие черты и жажду власти, Раймер очень дорожит Алли как собственной дочерью и пытался её спасти во время атаки ЦДФ на Железную Башню, но в итоге был арестован. Позднее помог ЦДФ в поисках Генерала. Дальнейшая судьба неизвестна.
- Командующий Гибсон — глава ЦДФ. Имеет вместо рук механические протезы. Отвечает за все операции и обязанности солдат, хотя иногда его решения приходят слишком поздно. У него есть доступ к хранилищу, где хранится механическое сердце Генерала на верхнем этаже. В меру циничен, но в сущности добродушен. Жалеет Марти и Алли, полагая, что детям не место на поле битвы, какими бы талантами они не обладали.
- Келли — секретарь Гибсона, его правая рука. Является основным докладчиком, который информирует лидеров сил ЦДФ.
- Шедоу (Белый Призрак) — в прошлом — криминальный авторитет, в настоящем — помощник ЦДФ. Психическое состояние нестабильно, может стать опять нарушителем закона, из-за чего был под подозрением капитана Магнума, который 18 месяцев преследовал его, но в финале доброе начало окончательно взяло верх. Вооружён 180 видами дополнительного оружия (гарпуны, пушки, лазеры), сделанными по спецзаказам для выполнения особо секретных заданий с высоким уровнем риска. Высококвалифицированный разведчик-спецназовец и мастер на все руки. Охранял Марти во время путешествия в Храм Железной Души, а позже сражался бок о бок с ним против Генерала и его последователей.
- Госпожа Оранж — бывшая бандитка, ныне хозяйка Оранжевой Долины и промоутер борьбы. Захватила Марти, Алли и Баттонса в плен, но отпустила за спасение своей внучки Дженни. Принимала участие в битве на территории Железной Башни, помогая ЦДФ сдержать Гигантора и войска Генерала.
- Дженни — внучка Госпожи Оранж. Очень вредная по характеру, но подружилась с Марти, Алли и Баттонсом.
- Джек Асеро (Стальной Джек) — робот, созданный доктором Ченом. Наёмный убийца, возглавляет список наиболее опасных преступников, разыскиваемых Федерацией. Искусный боец и меткий стрелок, не имеющий себе равных. Водит серебряный кабриолет, похожий на «Aston Martin». Его дизайн похож на Кэда Бэйна из мультсериала «Звёздные войны: Войны клонов». В начале сериала нанят Раймером для поимки Алли, но сохраняет лояльность доктору Чену. Был убит Виолеттой и Марти в Железной Башне.
- Айгер — самый мощный воин Генерала. Вооружён множеством ледяных пушек и с их помощью может создавать снежную бурю (этот приём называется Северный Ураган). До событий сериала сражался с самим Эоном возле Храма Железной Души в Таинственном леднике (их битва длилась три дня и три ночи) и был побеждён из-за проблем с механизмом, отчего превратился в ледяной памятник и стал символом свержения Генерала, предупреждая о грядущем возвращении своего владыки. Белые Монахи, сторожившие Храм, почитали Айгера как своего бога, но когда Марти приближался к леднику, лед, в который был заточён Айгер, оттаял от силы Кулака Эона, и Айгер напал на Марти в предположении, что он был Эоном. Но в конце-концов Марти победил его, как это сделал когда-то его великий предок.
- Джордж — бывший чемпион по борьбе, а ныне — простой дальнобойщик. Помогал Марти, Алли и Баттонсу пересечь Великую пустыню. Позже остался у Госпожи Оранж и вновь занялся борьбой. Принимал участие в решающей битве против Генерала и его последователей.
- Джимми — скупщик металлолома, на которого работал Марти и его отец. Известен под прозвищем «Пестрая рубашка». Безуспешно пытался поймать Алли ради вознаграждения.
- Три вора — три робота-вора. Их имена: Оч, Вади и Тито. Они не умеют воровать, но считают себя знаменитыми преступниками, каким был Великий Спиноза. Позже, пытаясь украсть Кулак Эона, были побеждены Баттонсом, которого Великий Учитель Янг научил драться, и начали считать его своим боссом.
- Четыре невидимых барона — команда роботов типа «человек-луч». Во время Первой Войны Роботов сражались за Генерала. Позже были отправлены для убийства Марти, но за того заступился Шедоу. Представляют собой четыре погодных явления, которые сносят всё на своём пути: Молния, Дождь, Ветер и Облако. Они довольно большие и обладают способностями, которые связывают их с их именами. Поодиночке они опасны, но вместе они намного опаснее, и объединяя свои силы, они могут создать мощный шторм. Молния вооружён двумя кинжалами и может повелевать электроэнергией, Дождь использует два щита с шипами для атаки и защиты, а также как средство передвижения, Ветер (самая могущественная из баронов, капитан команды) вооружена бичами, способными разрезать практически что угодно, а Облако вооружён огромной булавой и может раскручиваться словно вихрь. Были убиты Марти один за другим: Дождь погиб в таинственном леднике из-за критических повреждений щитов, Молния, Облако и Ветер были уничтожены на нижних уровнях Железной Башни.

## Массовые персонажи и войска
- «Синие каски» — основные войска Федерации. Носят синюю форму. Существует специальный род войск — охранники, в зелёной форме. Вооружены автоматическими винтовками и ручными противотанковыми гранатомётами. Ими командует спец-агент Кама в звании сержанта — робот в камуфляжной броне.
- Бронемашины — жёлтые роботы, которые могут превращаться в грузовики. Вооружены бурами и ракетами. Одни из самых мощных воинов ЦДФ. Ими командует Тремо.
- «Асы» — красные истребители. Основные авиационные единицы ЦДФ. Вооружены пулемётами, ракетами и авиабомбами. Ими командует Туз.
- Чопперы — вертолёты ЦДФ с пулемётами и ракетными установками.
- Циклопы — зелёные роботы с топорами. Воины, подконтрольные Скару из армии Генерала. Совместная атака — Орхидея Смерти.
- Ниндзя — темные роботы, подконтрольные Чёрной Красавице. Вооружены кунаями, сюрикэнами и гарпунами. Воюют за Генерала. Совместная атака — Кнут-маятник.
- Кентавры — бронированные кавалеристы Генерала, вооружённые электрическими пиками. Их командир — безымянный кентавр в золотой броне. Могут использовать энергию своих пик, чтобы создавать электрическую стену для защиты и выпускать электрические волны.
- Чёрные драконы — авиация армии Генерала. Очень мощные и быстрые. Плюются огненными шарами, а когда дело доходит до ближнего боя, пускают в ход когти и зубы. Дают о себе знать криком, напоминающим крик ястреба.
- Максы — роботы корпорации «Максар». Бывают четырёх типов. Низкие, высокие, огромные роботы на колёсах с циркулярными пилами и великаны. Некоторые из них управляют пушками магнитной блокады.
- «Оранжевые братья» — армия Госпожи Оранж. Бывают разных типов: роботы-шарики, которые очень слабы и не имеют оружия, выполняя функции слуг; Крабы — огромные боевые роботы с ракетами и клешнями; Гигосы — умеют летать и отделять руки от тела, которые могут летать сами по себе и стрелять по принципу боевых дронов. Также имеют ракеты в корпусе. У «Братьев» есть три командира: Спарк — робот с электрощипцами, Смелл — робот с баллоном усыпляющего газа, и Фриз — робот-хоккеист с острой клюшкой и шайбами.
- Мотоциклисты — банда байкеров из пустыни.
- Белые Монахи — монахи из Храма Железной Души, поклонявшиеся Айгеру. После победы Марти над Айгером, приняли его за бога.
- Деревянные солдатики — тренажёры из Дома Эонов и охранники по совместительству. Возглавляет их огромный деревянный страж.
- Роботы-полицейские — занимаются поимкой мелких преступников.

## Серии
1. Легендарный кулак
2. Наследник Эона
3. Начало путешествия
4. Не только сила
5. Секрет Алли
6. Госпожа Оранж
7. Большой чемпионат по борьбе
8. Продолжение битвы
9. Бегство из Оранжевой долины
10. Атака Максов
11. Цель близка
12. 28 деревянных солдатиков
13. Рождение воина
14. Путь к Железной Башне
15. Борись, Алли
16. Падение башни
17. Ночные кошмары
18. Марти неуправляем
19. Четыре невидимых барона
20. Храм Железной Души
21. Возвращение Генерала
22. Бог Ледника
23. Бунт Кана
24. Вперёд!
25. Последняя битва. Часть 1
26. Последняя битва. Часть 2

## Видеоигра
В марте 2008 года для Game Boy Advance вышла игра Eon Kid.

## Саундтрек
Хавьер Мелладо сочинил и оркестровал музыку. Музыкальная тема для версии, которая транслируется в Европе, называется «Wonder Boy», написанная Эриком Нильссоном. В корейской версии заглавная песня известна как Run to the Sky и исполняется M.C. the Max. Итальянскую заглавную песню «Iron Kid» исполнил Антонио Ди Винченцо.